# Purpurowa rewolucja

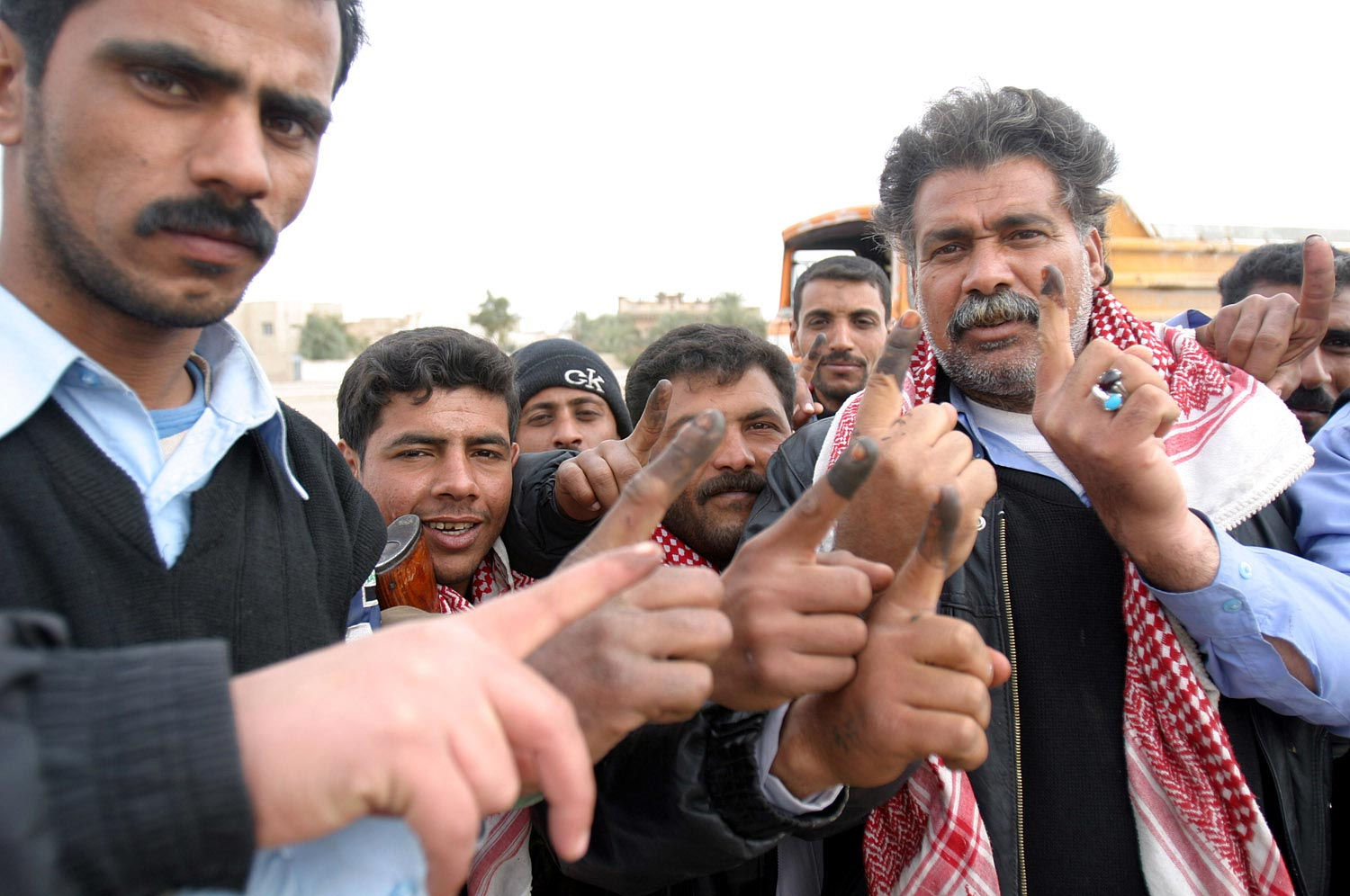
Irakijczycy pokazują purpurowe kciuki – dowód oddania głosu w wyborach

Purpurowa rewolucja – określenie wydarzeń, które miały miejsce w Iraku podczas pierwszych demokratycznych wyborów parlamentarnych, przeprowadzonych 30 stycznia 2005 roku. Określenie purpurowa pochodzi od koloru tuszu, jaki pozostawał na kciukach obywatele Iraku biorący udział w wyborach. Zanurzenie palca w kciuku zmniejszało ryzyko, że dany wyborca odda głos więcej niż jeden raz.
24 lutego 2005 roku prezydent Stanów Zjednoczonych George W. Bush, użył tej nazwy w Bratysławie na Słowacji. W swojej wypowiedzi prezydent Stanów Zjednoczonych nawiązał do rewolucji róż w Gruzji i pomarańczowej rewolucji na Ukrainie. Wypowiedź George’a W. Busha poddano krytyce. Amerykański politolog W. Benjamin Boswell zauważył, że rewolucja róż w Gruzji miała oddolny i pokojowy charakter, podczas gdy w Iraku cały proces został narzucony przez wojska Stanów Zjednoczonych.